# Брахионихтиевые
Брахионихтиевые (лат. Brachionichthyidae) — семейство лучепёрых рыб из подотряда клоуновидных отряда удильщикообразных.  Эндемики прибрежных вод южной Австралии и Тасмании. Придонные рыбы, обитают на глубине до 60 м.  Максимальная длина тела 15 см. 

## Классификация
До конца 2000-х годов семейство рассматривали как монотипическое с единственный родом Brachionichthys и четырьмя видами.
Сейчас в состав семейства включают пять родов с 14 ныне существующими видами.
- Brachionichthys Bleeker, 1855 — Брахионихты
- Brachiopsilus Last & Gledhill, 2009
- Pezichthys Last & Gledhill, 2009
- Sympterichthys Gill, 1878
- Thymichthys Last & Gledhill, 2009